# 高文楼
高文楼（1892年12月22日—1976年8月13日）， 又名高六楼（Cao Sáu Lầu)，越南音乐家，歌曲《咏古》（vong co）的原创，1920年代此曲开创了越南改良剧音乐的新流派。
高文楼于1890年12月22日生于法属交趾支那（又名南圻）新安省（今隆安省），4岁时迁去薄寮市并在那儿度过一生。 在薄寮，楼向和尚学习汉字，尔后进了法语小学。1907年因贫困中止学业。1908年他师从当地乐师黎才气（Lê Tài Khí）学习音乐，4年后开始了他的音乐人生。1913年与陈氏进（Trần Thị Tấn）结婚。1955年夫妻俩一生中唯一的孩子高文松（Cao Van Tung）出世。松在西贡读书时认识了阮玉水（Nguyen Ngoc Thuy），二人于1990年结婚。松夫妇省吃俭用攒下钱，逃往中国香港，尔后飞往加拿大成为非法移民。
结婚三年陈氏进未能怀孕，楼将她送回娘家（当地习俗）。此次别离促使楼写出了他最为人知的情歌《夜鼓怀郎》(Dạ cổ hoài lang)。
楼于1976年8月13日在薄寮市去世。